# إيفوديامين
إيفوديامين هي مادة كميائية تستخرج من عائلة نباتات التيتراديوم التي ثبت أنها تخفض امتصاص الدهون في الدراسات التي أجريت على الفئران. هناك شك في وجود تشابه بين آلية العمل الخاصة بها مع الكابسيسين. على هذا النحو، تم إدراجها في بعض المكملات الغذائية. لم يتم التوصل إلى أي آثار حول حرقها للدهون في البشر ولا أي آثار جانبية محتملة بطريقة تجريبية. يعمل الإيفوديامين في المقام الأول كـ مولد للحرارة ومحفز .